# John William Colenso
John William Colenso (St Austell, Cornouailles, 24 de enero de 1814 - Durban (KwaZulu-Natal), 20 de junio de 1883, fue el primer obispo anglicano de la provincia de Natal, así como matemático, teólogo y activista social.

## Juventud
Su padre, John William Colenso, invirtió en las minas de Pentewan, Cornouailles, pero se arruinó tras una inundación. Los problemas financieros de la familia causaron que Colenso tuviera trabajar como conserje en una escuela privada antes de que matricularse en la universidad. Estudió en el St John's College (Cambridge) donde obtuvo una beca en 1836 puis dont il devint Fellow en 1837.
En 1839 fue nombrado profesor de matemáticas de la Harrow School. Perdió sus bienes en un incendie. De retorno a Cambridge, il réussit en quelques mois à rembourser la dette énorme de £5000 qu'il avait accumulée, grâce à ses cours particuliers et surtout grâce à la cession à l'éditeur Longmans de ses droits sur ces deux manuels très populaires d'algèbre (1841) et d'arithmétique.
Se casó con Sarah Frances Bunyon con quien tuvo cinco hijos: Harriet Emily, Frances Ellen, Robert John, Francis « Frank » Ernest y Agnes. Su esposa le presentó al teólogo socialista Frederick Maurice que influenció su obra posterior y a quien dedicó su primera recopilación de sermones.
En 1846 fue nombrado párroco de Forncett St Mary en Norfolk. En 1853 el arzobispo anglicano de Cap lo designó como obispo de Natal.

## En Sudáfrica
John William Colenso tuvo un importante papel en la historia de Sudáfrica. Llevó consigo una imprenta a la misión de Ekukhanyeni en la colonia de Natal y la utilizó para publicar, en colaboración con William Ngidi, la primera gramática del zulú y el primer diccionario inglés-zulú. 
Tradujo y publicó su traducción del Nuevo Testamento al zulú. En 1859 se adentró en el país de los zulúes para encontrarse con el rey Mpande y su hijo Cetshwayo, quien luego sería el rey de los zulúes durante la guerra anglo-zulú de 1879. Su encuentro es narrado en el libro First Steps of the Zulu Mission (Primeros pasos de la misión entre los Zulúes).

## Polémica
En 1861, Colenso publicó un comentario a la Epístola a los Romanos en el cual critica la doctrina del castigo eterno y de la afirmación según la cual recibir la comunión es una condición previa a la salvación. En el contexto de su misión rechazó predicar que los antepasados de los nativos africanos estuvieran sujetos a una maldición eterna. Las preguntas de sus alumnos lo animaron a reexaminar el contenido del Pentateuco y el Libro de Josué,y a preguntarlos si ciertas secciones de estos libros se deben entender literalmente y si son históricamente exactas. El publicó sus conclusiones en una serie de tratados aparecidos entre 1862 y 1879 que causaron gran controversia en Inglaterra porque se decía que contradecía la infalibilidad de la Biblia. A la vez atrajo el interés de filólogos europeos como Abraham Kuenen y tuvo un destacado papel en el desarrollo de la exégesis bíblica.

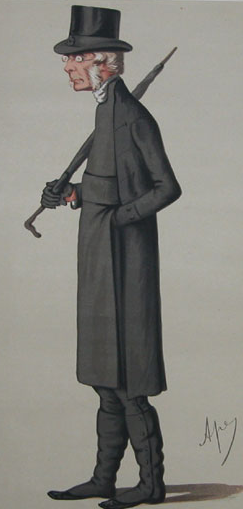
John William Colenso, par Carlo Pellegrini, 1874.

Sus análisis sobre la Biblia, así como sus criterios sobre los aborígenes africanos crearon un frenesí de la alarma y de oposición en la alta iglesia en Sudáfrica e Inglaterra y le costaron numerosos ataques. En 1863 fue depuesto de su cargo por los otros obispos de Sudáfrica, pero Colenso apeló ante el Consejo Privado en Londres y el Consejo falló que el obispo de Natal no estaba bajo jurisdicción de los obispos de Sudáfrica y rechazó la acusación de herejía que se le había hecho.
Sus adversarios sin embargo lo excomulgaron, consagraron un obispo rival y le impidieron seguir predicando. El financiamiento de la misión fue suspendido, pero una tentativa de privarlo de su renta episcopal y el control de la catedral fue frustrada por otra sentencia judicial. Fue además sostenido por numerosas personas que desde Inglaterra apoyaban sus ideas y su labor.
Él siguió trabajando como exégeta bíblico y luchando en favor de los derechos de los zulúes en oposición a los Bóeres y durante la guerra anglo-zulú, por lo cual hizo más enemigos entre los colonos que los que había hecho entre el clero.

## Legado
La población nativa los denominaba «Sobantu» (padre del pueblo). Después de su muerte, su esposa y sus hijos continuaron su lucha en favor de la causa zulú y participaron en la fundación del Congreso Nacional Africano. Una de sus hijas, Frances Ellen Colenso (1849-1887), publicó History of the Zulu War and Its Origin (Historia de la guerra de los Zulú y sus orígenes) en 1880 y The Ruin of Zululand (La Ruina de Zukulandia) en 1885.
En la película Zulu Dawn (Amanecer zulú), John William Colenso, interpretado por Freddie Jones, es mostrado oponiéndose a la declaración de guerra contra los zulúes.
Es considerado como uno de los precursores de la Teología de la Liberación.

### Obras de Colenso
- Commentary on the Romans (1861)
- Critical Examination of the Pentateuch (1862-1879)
- Ten Weeks in Natal. Elibron Classics - recent re-print. 1855 lire sur Google Books
- The Pentateuch and Book of Joshua Critically Examined. Elibron Classics, 2003 re-print; "People's Edition" (1865) lire sur Google Books
- Lectures on the Pentateuch and the Moabite Stone (1873) lire sur Google Books
- Natal Sermons. quatre volumes.
- Village Sermons
- Zulu-English Dictionary (1861) lire sur Google Books
- First Steps in Zulu (4th ed., 1890) lire sur Google Books

### Obras sobre Colenso
- Colenso, Frances Ellen. History of the Zulu War and Its Origin. Elibron Classics, 2004 re-print
- Cox, Sir GW. Colenso's Life. 2 vols. London, 1888
- Draper, Jonathan A. editor.  The Eye of the Storm : Bishop John William Colenso and the Crisis of Biblical Interpretation. Cluster Publications, Pietermaritzburg, 2003
- Draper, Jonathan A. editor.Commentary on Romans by Bishop John Colenso. Cluster Publications 2003
- Guy, Jeff. The Destruction of the Zulu Kingdom: The Civil War in Zululand, 1879-1884. Longman, London, 1979
- Guy, Jeff. The Heretic : A Study of the Life of John William Colenso. Pietermaritzburg, 1983
- Guy, Jeff. The View Across the River : Harriette Colenso and the Zulu Struggle Against Imperialism. Oxford, UK, Claremont, S.Africa, & Charlottesville US, 2001
- Hinchliff, Peter. John William Colenso : Bishop of Natal. London, 1964
- Morris, Donald R. The Washing of the Spears. The Rise and Fall of the Zulu Nation. Simon & Schuster, New York, 1965
- Rees, Wyn editor. Colenso Letters from Natal - written by Mrs Frances Colenso. Pietermaritzburg, 1958
- Rowse, AL. The Controversial Colensos. Redruth, 1989